# Hämnd AB
Hämnd AB, amerikansk TV-serie om en man som hjälper folk att slåss mot systemet. Nackdelen är att han tar en miljon i betalning, eller en gentjänst. 
Grundhistorien i Hämnd AB skiljer sig egentligen inte ifrån TV-serien På farligt uppdrag (Mission: Impossible), på det sättet att den mystiske Mr Chapel i början av avsnittet inleder en komplex plan, och avsnittets skurk sedan försöker att ta sig ur fällan. Däremot är den här serien något mer vuxen i upplägget: Mr Chapel är aningen mer våldsam (inte så våldsam som vissa kritiker menar), och har ändå ett sinne för humor. 
Den här serien blev inte långlivad, dels på grund av att den i USA sändes samtidigt som Vänner, dels på grund av att dess humor var lite för svart för många tittare. Dock har den efter nedläggningen fått många hängivna fans. I Sverige har den sänts i flera omgångar på Kanal 5.

## Rollista (urval)
- Michael Madsen - Mr Chapel
- Kathleen York - KC Griffin